# 장비 (삼국지)
장비(중국어 정체자: 張飛, 간체자: 张飞, 병음: Zhāng Fēi 장페이[*], 165년(추정)~221년 음력 6월)는 중국 후한 말, 삼국시대 촉한의 무장으로 자는 익덕(중국어: 益德, 병음: Yìdé 이더[*])이다. 의형제인 유비, 관우와 생사고락을 함께 하며 이름을 떨쳤다. 무예와 용맹이 매우 뛰어나서 관우와 함께 만인적이라 불렸다. 특히 장판 전투, 서촉 공방전, 한중 공방전에서 활약했다. 관우 사후 그 복수를 위해 오나라로의 출진을 준비하던 도중 원한을 품은 부하 범강과 장달에게 암살당했다.
원나라 시기 무의충현영렬영혜조순왕(武義忠顯英烈靈惠助順王)으로 추존되었다.

## 생애

### 유비의 고초를 따라
탁군 사람이다. 어려서부터 유비를 섬겼다. 유비는 장비의 자(字)인 익덕(益德)을 지어준 장본인이다. 당시의 관례에 의하면 자신의 자를 지어준 사람에게는 친아버지의 대우를 해야 한다는 암묵의 룰이 있었다. 이에 따라 장비는 평생 유비 단 한 사람만 섬겼다. 관우는 이 이후에 만난 사이이다. 따라서 장비는 간옹과 더불어 유비를 가장 먼저 섬긴 사람들이다.
유비가 평원상일 때 별부사마(別部司馬)를 했다. 196년(건안 원년) 서주목 유비가 원술을 치러가면서 도겸의 옛 부하이자 하비상인 조표와 같이 하비를 지켰다. 그러나 서로 다투어서 조표가 여포를 불러들이는 바람에 유비의 처자식을 남겨둔 채 패주했다. 198년 여포가 토벌된 후 조조가 중랑장을 주었다.
199년 유비는 동승과 조조 주살을 모의하다가 서주로 출정하여 거병하였다. 이때 장비가 진의록에게 ‘귀공의 전처를 조조가 취하지 않았냐’며 동참을 권하였다. 이에 따라오던 진의록이 이내 후회하여 돌아가려고 하자 죽였다. 200년 유비군은 조조에게 패배하여 하북의 원소에게 귀의하고 장비도 여기에 동행한 것으로 추정된다. 그 와중에 하후연의 열서너 살 된 조카딸이 땔감을 모을 때 만나서 양갓집 규수임을 알고는 처로 삼았다. 그러나 위략 자체가 신빙성이 부족한 기록이 많고 기록상으로도 사건이 벌어진 200년에 장비는 유비를 따라 서주와 화북으로 도주하던 시기라 하후씨가 납치되었다는 고향(예주 초현)에 들렀을 가능성이 매우 희박하며, 조조의 친인척이 땔감을 모으는 잡일을 하는 등 기록 자체가 신빙성이 매우 부족하다. 이것 때문에 날조되었거나 혹은 정략 결혼을 뒤에 왜곡한 것으로 추정된다.
208년 조조가 형주로 군을 움직이면서 유비는 강남으로 달아났다. 빠르게 추격해온 조조군을 당양(當陽)의 장판(長阪)에서 20기만을 거느린 채 다리를 끊어 막았다. 눈을 부릅뜨고 모를 가로로 들어 자신의 이름을 크게 외치니 아무도 감히 접근하지 못했다. 적벽 대전 후 마침내 유비가 강남을 평정하자 의도 태수 겸 정로장군(征虜將軍)에 임명되고 신정후(新亭侯)에 봉해졌다. 이후 남군 태수로 전임되었다.

### 익주 평정
익주로 가 있던 유비가 212년 유장과 전쟁을 벌이자 제갈량, 조운과 함께 형주로부터 장강을 거슬러 올라가 각 군현을 점령했다. 강주(江州)에서 파군태수 엄안을 격파하고 산 채로 붙잡았다. 장비가 항복하지 않은 엄안을 꾸짖었다. 엄안이 ‘유비군이 무도하게 익주를 침탈했으니 머리가 잘릴지언정 항복하는 장군은 없다.’고 답하므로 노하여 참수를 명했다. 그래도 엄안이 안색 하나 변하지 않으며 “머리를 자르면 자르는 것이지 어찌 화를 내는가!”고 하니 장하게 여겨 풀어주고는 빈객으로 삼았다. 장비가 덕양(德陽)에서 장예도 물리치는 등 가는 곳마다 이기고 성도에서 유비와 합쳤다. 제갈량, 법정, 관우와 더불어 금 500근, 은 1,000근, 5,000만 전(錢), 비단 1,000필을 상으로 받고 파서태수(巴西―)를 겸하였다.

### 한중 공방전
215년 조조가 장로의 한중을 손에 넣고 하후연과 장합을 남겨둔 채 돌아갔다. 장합이 파서군으로 내려와 그 주민을 한중으로 옮기려 하기에 탕거현(宕渠縣)에서 서로 겨루었다. 50여 일을 대치한 끝에 정예병 1만여 명을 이끌고 다른 길을 따라 와구(瓦口)를 공격하였다. 장합군은 산길이 좁아서 앞뒤가 서로를 구할 수가 없었다. 장합은 부하 10여 명과 같이 말을 버리고 산을 타 퇴각한 후 패잔병을 수습하여 남정(南鄭)으로 돌아갔다.
217년 마초, 오란, 뇌동과 하변(下辯)에 주둔하니 조홍이 맞서 왔다. 218년 유비가 직접 한중으로 나아갔다. 3월(음력) 장비는 오란과 따로 기동하며 조홍군의 뒤를 끊는 척 시위하였다. 조홍이 조휴의 진언으로 이것이 허장성세임을 간파하고 바로 오란을 습격하여 격파하자 장비는 유비의 본진이 있는 양평관(陽平關)으로 물러났다.

### 관우의 죽음을 따라
219년(건안 24년) 비로소 유비가 한중을 정복하고 한중왕에 올라 우장군 가절(假節)을 주었다. 221년(장무 원년) 유비는 제위에 오르고 장비는 거기장군 겸 사례교위가 되고 서향후(西鄕侯)에 봉해졌다. 이전에 관우가 죽은 것 때문에 유비가 오나라 정벌에 나서자 낭중(閬中)으로부터 만 명을 인솔하여 강주에서 합류하기로 했다. 그러나 장비의 폭력을 당했던  부하 범강, 장달에게 암살당했다. 후사는 차남 장소가 이었다. 260년(경요 3년) 관우, 마초, 방통, 황충과 함께 시호를 받아 환후(桓侯)라 하였다.

## 성품
유비, 관우와의 우애가 끈끈했다. 황건적의 난이 일어나 유비가 탁군에서 의병을 일으켰을 때부터 형처럼 여긴 관우와 함께 유비를 위해 싸웠다. 이들은 한방에서 같이 잤고 그 정은 형제 같았다. 사람이 많은 곳에서는 하루 종일 유비 곁에 서서 윗사람처럼 모셨으며 고난과 위험을 마다하지 않고 어디든 따라다녔다. 나날이 친밀해지는 제갈량과 유비 사이를 관우와 같이 질투하기도 하였다.
군자는 경애했던 데 반해 소인은 불쌍히 여기지 않았다. 유비는 이를 염려하여 언제나 주의를 주고 ‘좌우에 사형이나 편형(鞭刑)을 너무 지나치게 부과하고 있다. 이는 화를 초래하는 길이다.’라 하였지만 고쳐지지 않았다. 결국 이로 인해 부하에게 살해당했다. 이외의 성격이나 술에 대한 기록은 찾을 수 없다.

## 평가

### 당대
당대의 많은 사람들이 장비를 관우와 세트로 묶어서 만인지적(萬人之敵), 즉 혼자서 많은 적과 대항할 만한 지혜와 용기를 갖춘 호걸이라 하였다. 구체적 평은 다음과 같다.
- 진수 : “관우와 장비는 모두 만인지적이라 불린 당대의 호랑이 같은 신하였다. ... 장비는 엄안을 풀어줬으니 국사(國士), 즉 나라의 뛰어난 선비였다. ... 다만 난폭하고 인정이 없는 단점으로 인해 몰락하고 말았다.”[12]
- 유비 : “충의는 소호(召虎)와 같고 명성은 사해에 떨쳤다.”- 221년 황제에 오르고 장비의 품계를 높이는 책서에서
- 부간 : “장비와 관우는 용감하고 의가 있으면서도 만인지적이니 장수로 삼을 만한 인걸입니다.” - 212년 조조 진영에서 유비의 익주 평정에 대해 논할 때 그 성공을 장담하며[13]
- 정욱 : “관우와 장비는 만인적입니다.” - 208년 손권이 유비와 연합하여 조조에게 대항할 것이라 예측하며[14]
- 곽가 : “장비와 관우는 만인지적이면서도 사력을 다해 유비를 위합니다.” - 여포에게 무너지고 조조에게 귀순한 유비를 평하며[15]
- 유엽 : “관우와 장비는 전군을 뒤덮을 정도로 용맹합니다.” - 215년 한중을 정복한 조조에게 이대로 유비까지 치라고 진언하며[16]
- 양희 : “관우와 장비는 호랑이 같이 웅장하고 세찼으며 세상을 바로잡는 데 헌신했다. 온갖 고난 속에서도 번개처럼 날며 유비를 곁에서 지켜 그의 한조 부흥을 도왔다. 그렇지만 사람을 무례하게 대했다.”[17]
- 주유 : " 관우와 장비는 곰이나 호랑이 같은 장수입니다." - 남군 전투 후 주유가 유비를 경계하며[18]
- 배잠(裴潛)은 장비가 지방 사대부 집안 출신으로 서화에 능하고 병법에 능하여 문과 무를 겸비한 인물이었다고 평했다.

### 후대
이후로도 용맹한 장수나 훌륭한 장수를 일컬을 때마다 "관우와 장비 같다"라는 표현이 주로 쓰이는 것으로 보아 이후 중국에서는 관우와 장비를 용맹한 장수의 아이콘으로 삼았던 것으로 보이며, 이를 보아 관우와 장비의 용맹과 장수로서의 능력이 당시는 물론 후세까지 얼마나 대단했는지 간접적으로 알 수 있다.

## 삼국지연의
사서가 아닌 소설 《삼국지연의》에서는 술과 고기를 팔았었고 과격하며 거친 성격에 술을 좋아하는 것으로 설정했다. 주무기는 장팔사모다. 유비, 관우와 도원결의를 맺은 후 생사고락을 함께 한다. 황건적 등무, 고승을 베는 등 활약하는 한편 십상시와 동탁의 전횡에 분노한다. 감찰온 부패한 독우(督郵)도 직접 팬다. 호뢰관 전투에서 유비, 관우와 함께 여포와 일기토를 벌이는데 승부가 나지 않는다.
유비가 서주목이 된 후 의탁해온 여포와 다툼을 벌인다. 유비가 우이(盱眙)로 원술 토벌에 나서면서 장비에게 술마시지 않을 것과 군사를 때리지 않을 것을 조건으로 서주 방어를 맡긴다. 그러나 만취한 장비가 조표에게 술을 강요하며 구타한다. 조표는 여포를 불러들이고 장비는 조표를 죽이지만 패주한다. 유비는 어쩔 수 없이 여포와 화해하고 소패에서 웅거하는데 장비가 여포의 군마를 탈취하는 바람에 공격당하고 조조에게로 도망간다.
유비가 다시 원술을 토벌할 때 장비가 기령을 벤다. 유비가 서주에서 조조에게 반기를 들자 유대 등이 선봉으로 오는데 도통 싸움을 걸지 않는다. 이에 장비가 일부러 술에 취한 척 부하를 팬다. 그 부하가 유대에게 장비의 야습이 있을 것이라 거짓정보를 흘리고는 다른쪽에서 기습하여 생포한다. 그러나 조조의 본대에 패배하여 관우, 장비와 생이별을 하게 된다. 장비는 망탕산에서 무사히 탈출해 고성현령을 쫓아내고 그 곳에 독자 세력을 구축해 눌러앉았다. 이 무렵 장비는 나무를 하러 간 어떤 아낙 한 명을 강제로 납치하여 아내로 삼았는데 이 여자가 하후패의 여동생인 하후씨이다. 이윽고 조조 밑을 떠난 관우가 만나러오자 장비는 배신자라고 말하며 관우에게 덤벼들었다. 관우는 자기를 추격해온 채양(蔡陽)을 토벌한 것으로, 겨우 장비를 납득시켰다.
그 후 형주의 유표 밑에서 몸을 의지할 때 유비가 삼고초려로 제갈량을 만나게 되는데, 동행한 장비는 제갈량이 낮잠을 자고 있는 것에 화가 나 집에 불을 지르려고까지 했다. 유표가 죽은 후 조조가 형주를 침공해오자 유비는 강남으로 도망쳤는데, 조조는 이를 추격해 당양의 장판에서 따라잡았다. 장판교에서 장비는 다리 위에서 말 위에 홀로 우뚝 버티고 서서 두 눈을 크게 부릅뜨고 장팔사모를 치켜들며 “내가 바로 장비이다! 덤벼라! 목숨이 아깝거든 물러나라!” 하고 호령했다. 호통소리에 말이 놀라서 하후패 혹은 하후걸(夏侯傑)이라는 가공의 장수가 낙마한다. 장비는 강 근처 숲에 말 20마리를 묶어놓은 후 말의 꼬리에 빗자루를 매달아서 먼지가 많이 일어나게 하여 복병이 많은 것으로 위장했다. 조조가 두려워했던 것은 장비 개인이 아니라 장비가 숨겨놓았다고 추측되는 복병들이었다. 때문에 조조는 장비가 장판교를 끊었다는 소식을 듣자마자 장비는 복병을 숨겨놓지 않았다고 판단하여 유비를 추격하게 된다. 이는 경극에서 자주 볼 수 있는 ‘장판교의 금강역사’라는 유명한 장면이다.
방통이 뇌양현령에 임명되고 매일 술에 취해 있는 것을 장비가 순시하러 갔다가 그곳에서 방통의 재능을 알아보고 감복한다. 유비가 장로(張魯) 토벌을 위해 익주로 들어갔을 때 손권(孫權)의 여동생 손부인이 유선(劉禪)을 데리고 오나라로 돌아가려 했는데, 이때 장비가 조운(趙雲)과 함께 유선을 다시 데려왔다. 유장을 구원하러 장로가 파견한 마초와 필마단기로 싸우는데 3일 밤낮을 겨루었지만 승부를 내지 못했고 마초의 거짓 퇴각을 눈치채고 거짓 퇴각으로 맞받아쳤다.
파서에서 장합과 대치했을 때, 장비가 또다시 술에 빠지게 되자 유비가 이를 걱정했다. 그러나 제갈량은 이것을 책략으로 간파하고 진중 위문품으로 맛 좋은 술을 보냈다. 장비는 변함없이 술을 마시고, 기다리다 지쳐 오금이 저린 장합이 야습을 감행하게 된다. 그러나 본진은 이미 모든 병사가 빠져나가 아무도 없었으며, 이 틈에 장비는 장합의 세 성채를 탈취해 대승리를 거두었다.

## 가계
- 부인 : 하후씨 - 하후연의 조카딸
  - 장남 : 장포
    - 손자 : 장준

  - 차남 : 장소
  - 장녀 : 경애황후 - 사위는 모두 유선
  - 차녀 : 장황후

## 같이 보기
- 삼국지 인물 목록

## 참고 문헌
- 《삼국지》36권 촉서 제6 장비
- 《삼국지》32권 촉서 제2 선주 유비